# Perception par les plantes
En botanique, la perception par les plantes désigne la capacité des plantes à détecter certaines modifications de leur environnement, et à ajuster leur morphologie, leur physiologie et leur phénotype en conséquence. Les plantes, plus ou moins sensibles selon l'espèce, disposent de divers moyens pour détecter ces stimuli, sources d'une variété de réponses ou de comportements en réaction.

## Recherche
Pluridisciplinaire, elle porte sur les domaines de la physiologie végétale, de l'écologie et de la biologie moléculaire.
Historiquement, des plantes dites héliotropes (suivant le parcours du soleil) ou sensitives (Mimosa pudica notamment),, qui intriguent l'Homme depuis des siècles, ont servi de modèles d'étude.
L'un des pionniers de ce domaine fut le scientifique bengali Jagadish Chandra Bose, qui à partir de 1901 a dédié sa seconde partie de carrière scientifique à la physiologie végétale et en particulier à l'électrophysiologie chez les végétaux supérieurs. Il est souvent oublié, mais il y a plus d'un siècle, il a étudié la réponse végétale à divers stimuli, dont aux ondes électromagnétiques (lumière mais aussi micro-ondes) 

Il a aussi étudié le sainfoin oscillant (Desmodium gyrans depuis renommé Codariocalyx motorius) chez lequel on a ensuite montré que ses feuilles peut se mouvoir à la suite d'un stimulus sonore (certaines ondes sonores),,,. Bose est le premier à montrer que les plantes disposent d'un mécanisme nerveux, bien que très différent de celui des animaux.

## Stimuli sources de mouvements végétaux
Les stimuli perçus par les plantes, et auxquels elles peuvent réagir, comprennent notamment des substances chimiques, la gravité, la lumière, l'humidité, la température, le taux d'oxygène ou de dioxyde de carbone de l'air, les infestation parasitaires, des infections et diverses perturbations physiques (son et vibration,, contact, blessure...).

## Rôle de défense
Dans le contexte de défense contre les herbivores, les plantes peuvent percevoir une attaque (d'insecte par exemple) et d'induire, plus ou moins rapidement, des défenses appropriées.
Ainsi, le maïs peut-il détecter des éliciteur dans les sécrétions orales de l'insecte qui l'attaque, comme la voliticine (N-17-hydroxylinolenoyl-l-glutamine) dans la salive de Spodoptera exigua. En mangeant une feuille, l'insecte ingère des acides gras présents dans les membranes végétales, dont l'acide linolénique. Dans l'intestin, l'acide linolénique se lie à la glutamine, un acide aminé, pour former la volicitine. Celle-ci est ensuite incorporée dans la salive de l'insecte, puis relâchée quand il mange une feuille. 
La plante détecte en retour la volicitine, signal qu'elle est en train de se faire manger. Cela entraîne une augmentation des niveaux de jasmonate, impliqué dans la défense contre les herbivores, et des sesquiterpènes volatils, qui attirent des guêpes parasitoïdes. 
Comme la volicitine est un composé essentiel pour l'insecte, il n'y a pas de pression de sélection pour l'éliminer de sa salive, même si cela lui permettrait de ne plus se faire reconnaître par la plante.
Des éliciteurs présents dans les œufs d'insectes déposés sur la feuille ou pondus dans une tige, etc. peuvent aussi entraîner une réponse chez la plante. En effet, ceux-ci représentent une menace puisqu'ils vont se développer et se nourrir de la plante. Mais contrairement à l'attaque d'un herbivore, qui active la voie du jasmonate, les œufs pondus sur les feuilles d'Arabidopsis thaliana activent la voie de l'acide salicylique. C'est la même voie qui est déclenchée par les bactéries et certains microchampignons pathogènes. Ces deux voies de signalisation sont antagonistes, donc l'induction d'acide salicylique chez la feuille va faire baisser son niveau de jasmonate et donc supprimer les défenses de la plante face aux herbivores en devenir.